# エロマンガ先生 (アニメ)
『エロマンガ先生』（エロマンガせんせい）は、伏見つかさによる同名のライトノベルを原作とした日本のテレビアニメおよびOVA。2016年3月にテレビアニメ化が発表され、2017年4月より6月までTOKYO MX、BS11ほかにて放送された。2017年11月にOVAの制作が発表され、2019年1月に「エロマンガ先生OVA」のタイトルで発売された。

## 登場人物
- 和泉正宗（いずみ まさむね） - 松岡禎丞[6]
- 和泉紗霧（いずみ さぎり） - 藤田茜[6]
- 山田エルフ（やまだ エルフ） - 高橋未奈美[6]
- 千寿ムラマサ（せんじゅ ムラマサ） - 大西沙織[6]
- 神野めぐみ（じんの めぐみ） - 木戸衣吹[6]
- 高砂智恵（たかさご ともえ） - 石川由依[6]
- 神楽坂あやめ（かぐらざか あやめ） - 小松未可子[6]
- 獅童国光（しどう くにみつ） - 島﨑信長[6]

## スタッフ
| 原作                         | 伏見つかさ                                                          |
| 原作イラスト                 | かんざきひろ                                                        |
| 監督                         | 竹下良平                                                            |
| シリーズ構成                 | 髙橋龍也                                                            |
| キャラクターデザイン         | 織田広之                                                            |
| プロップ原案                 | うめつゆきのり                                                      |
| プロップデザイン             | 沢田犬二、江間一隆                                                  |
| 紗霧アニメーター             | 小林恵祐                                                            |
| 美術監督・美術設定           | 小川友佳子                                                          |
| 色彩設計                     | ホカリカナコ                                                        |
| 撮影監督                     | 青嶋俊明                                                            |
| CGディレクター               | 佐藤香織                                                            |
| 編集                         | 坪根健太郎                                                          |
| 音響監督                     | 山口貴之                                                            |
| 音楽                         | 菊谷知樹                                                            |
| 音楽制作                     | アニプレックス                                                      |
| 音楽プロデューサー           | 山内真治                                                            |
| プロデューサー               | 柏田真一郎、丹羽将己、三木一馬、 小助川典子、金庭こず恵、大和田智之 |
| アニメーションプロデューサー | 五十嵐守                                                            |
| 制作                         | A-1 Pictures                                                        |
| 製作                         | EMP                                                                 |

## 製作
同じ原作者の『俺の妹がこんなに可愛いわけがない。』第2期に引き続き、A-1 Picturesがアニメーション制作、アニプレックスの柏田真一郎がプロデューサーを担当する。
監督は『月刊少女野崎くん』でチーフ演出、『NEW GAME!』で副監督をそれぞれ担当した竹下良平が起用された。竹下にとっては今作が自身初の監督作品となる。竹下は制作にあたってヒロインの紗霧を1番可愛く表現し、それ以外の女性キャラクターたちも魅力的かつそれぞれの個性を出すことを意識していた。また、アニメーションでの可愛さの表現するポイントとして、俯瞰めで上目遣いにしたり、普段見えないような身体のパーツを見せることだという。
紗霧をメインに描く「紗霧アニメーター」には『WORKING!!!』、『Wake Up, Girls!』、『Occultic；Nine -オカルティック・ナイン-』などで原画や作画監督を担当した小林恵祐が起用された。竹下によればフェチ心をくすぐるポイントの描写（いわゆる「紗霧カット」）を担当するアニメーターだという。生々しい絵が欲しいという竹下の要望から、小林はちょっとした部位のアップなどをリアルに描写している。

## 反響
MBSのみ同局公式サイトやEPGでは『Eマンガ先生』と表記されているため、第1話放送当時のTwitterではトレンドに入るほどの話題となった。同局アナウンサーの鈴木健太も、自身のTwitterでこの表記に言及している。この表記については公式インターネット配信番組でもたびたび言及されているほか、後述の痛飛行機（#オフィシャルパートナー企画を参照）にも用いられ、公式Twitterアカウントでは2017年5月24日より、日本語ハッシュタグを「エロマンガ先生」から「Eマンガ先生」に変更している。

## 評価

### 売上
本作1期のBlu-ray第1巻の初週売上は7,951枚を記録し、週間・Blu-rayアニメランキング（ORICON調べ）では3位を獲得した。続く第2巻の初週売上は6,292枚を記録し、週間・Blu-rayアニメランキング（同調べ）では11位を獲得した。第3巻から第6巻の初週売上はいずれも5,000枚強だった。2019年1月に発売されたOVAのBlu-ray初週売上は7,511枚を記録し、『SSSS.GRIDMAN』第2巻に次ぐ2位を獲得した。

### 批評
プロデューサー・評論家の岡田斗司夫は紗霧の作画について以下のように評している。

### 人気投票・ランキング
キャラペディアが実施した『もっとも期待している2017年春アニメ作品 TOP20!』では、総合2位、男性2位を、『次回以降も観続けたい2017年春アニメ作品 TOP20!』では、総合3位を記録。
niconicoが2017年6月29日21時ごろに実施した『ユーザーが本気で選ぶ覇権アニメ 2017年春編』において、総合1位、男女別では、男性1位、女性5位を、年代別では、すべての年代で1位を獲得した。
dアニメストアが実施した「あなたが選ぶdアニメストアアワード2017」では「キュンキュンしたアニメ部門」で1位、「オススメしたいアニメ部門」で6位を獲得した。
「ニュータイプアニメアワード2016-2017」において乃木坂46賞を獲得した。「すごーいーでしょー！アニメディア読者が選ぶ2017年アニメキャラ大賞」では「わがままだったで賞」で和泉紗霧が5位を獲得している。
2019年3月1日にはエンディングテーマ「adrenaline!!!」が、ソニー・ミュージックエンタテインメントのアニメソング人気投票キャンペーン「平成アニソン大賞」において声優ソング賞（2010年 - 2019年）に選出された。

## 主題歌
オープニングテーマ「ヒトリゴト」（テレビアニメ全話、OVA第2話）
作詞 - ケリー / 作曲・編曲 - 野村陽一郎 / 歌 - ClariS
第1話ではエンディングテーマとして使用。
OVA第2話でも使用。
エンディングテーマ
「adrenaline!!!」（第2話 - 第7話、第9話 - 第12話、OVA第1話 - 第2話）
作詞・作曲・編曲 - 中野領太 / 歌 - TrySail
第9話ではタイトルを山田エルフ大先生としたエルフが南の島にいる映像をバックにエンディング曲が流れる。
第10話ではタイトルを千寿ムラマサ先生としたムラマサが南の島にいる映像をバックにエンディング曲が流れる。
第11話では本編をバックにクレジットが表示され、クレジットの終了後に本編をバックにエンディング曲が流れる。
第12話では通常エンディングと映像がほぼ同じだが映像終盤で紗霧と風呂から出た正宗がはち合わせる。
「夏色恋花火」（第8話）
作詞・作曲・編曲 - 山崎寛子 / 歌 - 和泉紗霧（藤田茜）
挿入歌（OVA第1話）
「わたしの幸せ 〜Falling In Love With You〜」
作詞 - うらん、竹下良平 / 作曲・編曲 - 菊谷知樹(ANIPLEX) / 歌 - 山田エルフ（高橋未奈美）

## 各話リスト

### テレビアニメ
| 話数 | サブタイトル                 | 脚本       | 絵コンテ   | 演出                     | 作画監督                                                                           | 総作画監督               |
| ---- | ---------------------------- | ---------- | ---------- | ------------------------ | ---------------------------------------------------------------------------------- | ------------------------ |
| #1   | 妹と開かずの間               | 髙橋龍也   | 竹下良平   | 竹下良平                 | 渡邊敬介、小林真平                                                                 | 岡勇一                   |
| #2   | リア充委員長と不敵な妖精     | 髙橋龍也   | 上坪亮樹   | 嵯峨敏 門間和弥          | 藤原奈津子、本多みゆき 秋月彩、管振宇                                              | 岡勇一                   |
| #3   | 全裸の館と堕落の主           | 髙橋龍也   | 許平康     | 川崎ゆたか               | 前田学史、斉藤千恵 牛尾優衣、大高美奈 高澤美佳、清水勝祐 管振宇                    | 小林真平                 |
| #4   | エロマンガ先生               | 髙橋龍也   | 山﨑みつえ | 石川俊介                 | 渡邊敬介、小林理 藤原奈津子、桜井木の実                                            | 岡勇一                   |
| #5   | 妹とラノベ企画を創ろう       | 雑破業     | 大畑清隆   | 大畑清隆                 | 大高美奈、渡辺浩二 秋月彩、日高真由美 佐藤このみ、管振宇                           | 小林真平 岡勇一          |
| #6   | 和泉マサムネと一千万部の宿敵 | 雑破業     | あきとし   | 青柳宏宜                 | 西川絵奈、清水勝祐                                                                 | 小林真平                 |
| #7   | 妹と世界で一番面白い小説     | 雑破業     | 石川俊介   | 嵯峨敏 門間和弥          | 岡勇一、前田学史 小林理、藤原奈津子 渡邊敬介、渡辺浩二                             | 岡勇一                   |
| #8   | 夢見る紗霧と夏花火           | 伏見つかさ | 若林信     | 若林信                   | 小林麻衣子                                                                         | -                        |
| #9   | 妹と妖精の島                 | 髙橋龍也   | 斎藤哲人   | 青柳宏宜 嵯峨敏 門間和弥 | 大高美奈、藤原奈津子 倉谷亮多、管振宇 李少雷                                       | 岡勇一 小林真平          |
| #10  | 和泉マサムネと年下の先輩     | 雑破業     | 斎藤哲人   | 浅見松雄                 | 渡辺浩二、清水勝祐 小林理、臼田美夫 二宮奈那子、田角麻奈美 倉谷亮多                | 小林真平                 |
| #11  | 二人の出会いと未来の兄妹     | 伏見つかさ | 竹下良平   | 竹下良平                 | 渡邊敬介、前田学史                                                                 | 岡勇一                   |
| #12  | エロマンガフェスティバル     | 伏見つかさ | 上坪亮樹   | 川崎ゆたか               | 藤原奈津子、西川絵奈 大高美奈、小林理 管振宇、沢田犬二 倉谷亮多、渡辺浩二 渡邊敬介 | 小林真平 岡勇一 織田広之 |

### OVA
| 話数  | サブタイトル           | 脚本     | 絵コンテ | 演出               | 作画監督                   | 総作画監督 |
| ----- | ---------------------- | -------- | -------- | ------------------ | -------------------------- | ---------- |
| OVA#1 | 山田エルフのラブソング | 竹下良平 | 竹下良平 | 竹下良平           | 前田学史、渡邊敬介、岡勇一 | 岡勇一     |
| OVA#2 | 紗霧のファーストキス   | 髙橋龍也 | 大畑清隆 | 竹下良平、鈴木拓磨 | 藤原奈津子、長澤翔子       | 岡勇一     |

## 放送局
| 放送期間                | 放送時間                     | 放送局       | 対象地域   | 備考                             |
| ----------------------- | ---------------------------- | ------------ | ---------- | -------------------------------- |
| 2017年4月9日 - 6月25日  | 日曜 0:30 - 1:00（土曜深夜） | BS11         | 日本全域   | 製作参加 / BS放送 / 『ANIME+』枠 |
|                         |                              | TOKYO MX     | 東京都     |                                  |
|                         |                              | とちぎテレビ | 栃木県     |                                  |
|                         |                              | 群馬テレビ   | 群馬県     |                                  |
|                         | 日曜 2:58 - 3:28（土曜深夜） | 毎日放送     | 近畿広域圏 | 『アニメシャワー』第3部          |
|                         | 日曜 21:00 - 21:30           | AT-X         | 日本全域   | CS放送 / リピート放送あり        |
| 2017年4月12日 - 6月28日 | 水曜 2:35 - 3:05（火曜深夜） | テレビ愛知   | 愛知県     |                                  |

| 配信期間                | 配信時間                     | 配信サイト |
| ----------------------- | ---------------------------- | --- |
| 2017年4月12日 - 6月28日 | 水曜 12:00 更新              | dアニメストア |
|                         | 水曜 23:30 - 24:00           | ニコニコ生放送 |
| 2017年4月13日 - 6月29日 | 木曜 0:00 更新               | ニコニコチャンネル |
| 2017年4月19日 - 7月5日  | 水曜 更新                    | フジテレビオンデマンド/Hulu/アニメイトチャンネル /ひかりTV/J:COMオンデマンド/ビデオパス /アニメ放題/U-NEXT/Amazonビデオ DMM.com/PlayStation Video/ビデオマーケット /HAPPY!動画/ムービーフルplus |
|                         | 水曜 0:00 - 0:30（火曜深夜） | AbemaTV |
|                         | 水曜 12：00 更新             | バンダイチャンネル / 楽天ショウタイム |

| 配信期間               | 配信時間                       | 配信サイト   | 対象地域 | 備考                     |
| ---------------------- | ------------------------------ | ------------ | -------- | ------------------------ |
| 2017年4月9日 - 6月25日 | 日曜 1:00（土曜深夜、CST）更新 | ビリビリ動画 | 中国大陸 | 中国語（簡体字）字幕あり |

## BD / DVD
| 巻 | 発売日         | 収録話          | 規格品番      | 規格品番      |
| 巻 | 発売日         | 収録話          | BD限定版      | DVD限定版     |
| -- | -------------- | --------------- | ------------- | ------------- |
| 1  | 2017年6月28日  | 第1話 - 第2話   | ANZX-12481/2  | ANZB-12481/2  |
| 2  | 2017年7月26日  | 第3話 - 第4話   | ANZX-12483/4  | ANZB-12483/4  |
| 3  | 2017年8月23日  | 第5話 - 第6話   | ANZX-12485/6  | ANZB-12485/6  |
| 4  | 2017年9月27日  | 第7話 - 第8話   | ANZX-12487/8  | ANZB-12487/8  |
| 5  | 2017年10月25日 | 第9話 - 第10話  | ANZX-12489/90 | ANZB-12489/90 |
| 6  | 2017年11月22日 | 第11話 - 第12話 | ANZX-12491/2  | ANZB-12491/2  |

| 巻  | 発売日        | 収録話        | 規格品番     | 規格品番     |
| 巻  | 発売日        | 収録話        | BD限定版     | DVD限定版    |
| --- | ------------- | ------------- | ------------ | ------------ |
| OVA | 2019年1月16日 | 第1話 - 第2話 | ANZX-12493/4 | ANZB-12493/4 |

| 巻  | 発売日        | 収録話                       | 規格品番      | 規格品番  |
| 巻  | 発売日        | 収録話                       | BD限定版      | DVD限定版 |
| --- | ------------- | ---------------------------- | ------------- | --------- |
| BOX | 2023年1月25日 | テレビアニメ全12話、OVA全2話 | ANZX-16551〜4 | -         |

## CD
エロマンガ先生 Complete Collection
2023年1月25日発売。BDおよびDVDの完全生産限定版特典CDの内容（キャラクターソング、劇伴曲、ささやきボイス）と新曲を収録している。なお、同じように特典だったオーディオドラマは、BDのBOXの特典として再収録されたので本品には収録されていない。

## 関連番組
『春のアニメ新作祭り！3作品合同特番』
本作のテレビ放送局の同じ放送枠（AT-XとMBSは除く）において、2017年4月2日より放送された、本作と『Re:CREATORS』、『GRANBLUE FANTASY The Animation』の合同番組。

## インターネット番組

### Webラジオ
『ラジオで エロマンガSENSATION!』は、2017年4月7日（第1回）から11月3日（第16回）まで音泉にて隔週金曜に配信されたインターネットラジオ番組。同年11月17日にはおまけ回が、12月28日にも特別配信（第18回）が配信された。パーソナリティは和泉紗霧役の藤田茜と山田エルフ役の高橋未奈美。
略称は、『Eラジ』。ラテ欄の話題にちなみ、第1話実況特番にて決定した。
主なコーナー
- 開け！開かずの間
- 「エロマンガ先生」感想コーナー
- ラノベページワン
- そんな恥ずかしい名前の人、知らない。
- センセーション報告会

### レギュラー番組
ニコニコ生放送において、2016年7月26日から、伏見つかさ10周年記念「アニメ『エロマンガ先生』 最近（もっとも近い）のアニメをみんなで作ります」と、その関連番組が配信されている。本番組は第13回から「最近（もっとも近い）の『エロマンガ先生』をみんなでつくります」に、第20回配信から「OVA『エロマンガ先生』のその先をみんなで目指します！」に改題された。第1回配信から最新回配信まで、タイムシフト視聴は一般会員、プレミアム会員を問わず、常に可能である。
通常アニメ制作において、ファンの意見が制作側に届く頃には作業が大きく進んでおり、それをアニメに反映できないのだが、この番組では早くから配信を行って、できるだけ視聴者の意見を反映した、視聴者に『最も近い』アニメにするための番組である。
ニコニコ生放送の『2017アニメスペシャル』の中で、2018年1月1日からアニメ全12話一挙放送と共に、本番組とその関連番組の40時間一挙放送が行われた。
niconicoのNアニメの企画で、ニコニコ生放送で配信された『年末年始アニメスペシャル』の中で、2019年1月3日から1月6日にかけて、アニメ全12話一挙放送と共に本番組とその関連番組の約60時間一挙放送が行われた。
合い言葉は、「レッツ直訴!」。

#### 配信日と出演
| #                                                                                               | 配信日                                                                                          | 出演                                                                                            | ゲスト出演                                                                                      |
| 伏見つかさ10周年記念「アニメ『エロマンガ先生』 最近（もっとも近い）のアニメをみんなで作ります」 | 伏見つかさ10周年記念「アニメ『エロマンガ先生』 最近（もっとも近い）のアニメをみんなで作ります」 | 伏見つかさ10周年記念「アニメ『エロマンガ先生』 最近（もっとも近い）のアニメをみんなで作ります」 | 伏見つかさ10周年記念「アニメ『エロマンガ先生』 最近（もっとも近い）のアニメをみんなで作ります」 |
| ----------------------------------------------------------------------------------------------- | ----------------------------------------------------------------------------------------------- | ----------------------------------------------------------------------------------------------- | ----------------------------------------------------------------------------------------------- |
| 第1回                                                                                           | 2016年7月26日                                                                                   | 藤田茜 三木一馬 柏田真一郎（アニプレックス）                                                    | 伏見つかさ                                                                                      |
| 第2回                                                                                           | 2016年8月30日                                                                                   | 藤田茜 三木一馬 柏田真一郎（アニプレックス）                                                    | 伏見つかさ                                                                                      |
| 第3回                                                                                           | 2016年9月27日                                                                                   | 藤田茜 三木一馬 柏田真一郎（アニプレックス）                                                    | -                                                                                               |
| 第4回                                                                                           | 2016年10月25日                                                                                  | 藤田茜 三木一馬 柏田真一郎（アニプレックス）                                                    | 伏見つかさ、椎名崇徳（スクウェア・エニックス）                                                  |
| 第5回                                                                                           | 2016年11月29日                                                                                  | 藤田茜 三木一馬 柏田真一郎（アニプレックス）                                                    | 高橋未奈美                                                                                      |
| 第6回                                                                                           | 2016年12月27日                                                                                  | 藤田茜 三木一馬 柏田真一郎（アニプレックス）                                                    | 石川由依                                                                                        |
| 第7回                                                                                           | 2017年1月31日                                                                                   | 藤田茜 三木一馬 柏田真一郎（アニプレックス）                                                    | -                                                                                               |
| 第8回                                                                                           | 2017年2月24日                                                                                   | 藤田茜 三木一馬 柏田真一郎（アニプレックス）                                                    | 木戸衣吹                                                                                        |
| 第9回                                                                                           | 2017年3月28日                                                                                   | 藤田茜、柏田真一郎                                                                              | 大西沙織、松岡禎丞                                                                              |
| 第10回                                                                                          | 2017年5月5日                                                                                    | 藤田茜、三木一馬 柏田真一郎                                                                     | 伏見つかさ、川端（ドワンゴ）                                                                    |
| 第11回                                                                                          | 2017年5月26日                                                                                   | 藤田茜、三木一馬 柏田真一郎                                                                     | 宮崎晃史（アニプレックス）                                                                      |
| 第12回                                                                                          | 2017年6月27日                                                                                   | 藤田茜、三木一馬                                                                                | 高橋未奈美、石川由依、木戸衣吹 大西沙織、松岡禎丞                                               |
| 最近（もっとも近い）の『エロマンガ先生』をみんなでつくります                                    |                                                                                                 |                                                                                                 |                                                                                                 |
| 第13回                                                                                          | 2017年7月28日                                                                                   | 藤田茜 三木一馬 柏田真一郎                                                                      | 竹下良平                                                                                        |
| 第14回                                                                                          | 2017年8月25日                                                                                   | 藤田茜 三木一馬 柏田真一郎                                                                      | -                                                                                               |
| 第15回                                                                                          | 2017年9月27日                                                                                   | 藤田茜 三木一馬 柏田真一郎                                                                      | -                                                                                               |
| 第16回                                                                                          | 2017年10月25日                                                                                  | 藤田茜 三木一馬 柏田真一郎                                                                      | -                                                                                               |
| 第17回                                                                                          | 2017年11月29日                                                                                  | 藤田茜 三木一馬 柏田真一郎                                                                      | -                                                                                               |
| 第18回                                                                                          | 2018年5月25日                                                                                   | 藤田茜                                                                                          | みやP（ストレートエッジ）                                                                       |
| 第19回                                                                                          | 2018年6月29日                                                                                   | 藤田茜                                                                                          | 三木一馬、楠木ともり、みやP                                                                     |
| OVA『エロマンガ先生』のその先をみんなで目指します！                                             |                                                                                                 |                                                                                                 |                                                                                                 |
| 第20回                                                                                          | 2018年7月26日                                                                                   | 藤田茜                                                                                          | みやP、浅川（アニプレックス）                                                                   |
| 第21回                                                                                          | 2018年8月29日                                                                                   | 藤田茜                                                                                          | みやP、浅川                                                                                     |
| 第22回                                                                                          | 2018年9月26日                                                                                   | 藤田茜                                                                                          | 三木一馬、kz（音楽プロデューサー）                                                              |
| 第23回                                                                                          | 2018年10月31日                                                                                  | 藤田茜                                                                                          | 三木一馬、みやP、小縣(アニプレックス)                                                           |
| 第24回                                                                                          | 2018年11月28日                                                                                  | 藤田茜                                                                                          | 木戸衣吹、みやP、丹羽将己(アニプレックス)                                                       |
| 第25回                                                                                          | 2018年12月19日                                                                                  | 藤田茜                                                                                          | 石川由依、伏見つかさ、三木一馬、丹羽将己                                                        |
| 関連番組                                                                                        |                                                                                                 |                                                                                                 |                                                                                                 |
| 実況(#1)                                                                                        | 2017年4月9日                                                                                    | 藤田茜                                                                                          | 三木一馬                                                                                        |
| 大空へ                                                                                          | 2017年5月21日                                                                                   | 藤田茜                                                                                          | 三木一馬、柏田真一郎、宮崎晃史                                                                  |
| 実況(#12)                                                                                       | 2017年6月25日                                                                                   | 藤田茜                                                                                          | -                                                                                               |
| 屋形船                                                                                          | 2017年8月18日                                                                                   | 藤田茜、三木一馬 柏田真一郎                                                                     | -                                                                                               |
| クリスマス                                                                                      | 2017年12月22日                                                                                  | 藤田茜、三木一馬 柏田真一郎                                                                     | -                                                                                               |
| 誕生日                                                                                          | 2018年1月25日                                                                                   | 藤田茜                                                                                          | 高橋未奈美、木戸衣吹                                                                            |
| 祝1周年                                                                                         | 2018年4月26日                                                                                   | 藤田茜                                                                                          | 稲川英里                                                                                        |
| OVA特番                                                                                         | 2018年10月3日                                                                                   | 藤田茜                                                                                          | 松岡禎丞、三木一馬、丹羽将己                                                                    |
| 藤田茜特番                                                                                      | 2019年01月25日                                                                                  | 藤田茜                                                                                          | 稲川英里                                                                                        |
| 出張版                                                                                          |                                                                                                 |                                                                                                 |                                                                                                 |
| 出張版(2)                                                                                       | 2017年10月1日                                                                                   | 藤田茜、三木一馬、 柏田真一郎（アニプレックス）                                                 |                                                                                                 |
| 出張版(3)                                                                                       | 2018年10月7日                                                                                   | 藤田茜、三木一馬、 柏田真一郎（A-1 Pictures）                                                   |                                                                                                 |
| ニコ超2019                                                                                      | 2019年04月27日                                                                                  | 藤田茜、松岡禎丞                                                                                |                                                                                                 |

その他
- 出張版(1) 2017年3月12日(日)

#### 内容
今月の藤田ニュース／今月の藤田茜ストーカー情報
藤田茜の声優活動などの情報を三木一馬が調べ、視聴者に紹介するコーナー。

みんなでアニメ『エロマンガ先生』をつくろう！〜柏田マニフェスト◯月号〜
柏田真一郎が、番組内のコメントや番組に寄せられたメールで視聴者の要望や意見を募集し、マニフェストとして出来るだけアニメに反映していくコーナー。第4回以降は、マニフェストの進捗状況が発表される。
実際に実行されたものは『Webラジオ・ドラマCD』や『お風呂回・水着回』、『「俺の妹」キャラ登場』、『伏見つかさ脚本回』、『エロマンガFes』など多数。

伏見つかさ10周年記念企画
伏見つかさ10周年記念企画の最新情報、或いは進捗状況を提供するコーナー。
企画の一部について視聴者のアンケートが行われる。
藤田茜清純アイドル声優化計画
藤田茜が提示されたお題（シチュエーション）に対して、自分が最も清純だと思うセリフ・行動を演じる内容。
第11回までは以下のサブタイトルが付与された特別内容が行われた。
『〜藤田茜アニメーターへの道〜』
本作登場キャラクターのイラストを藤田茜が描き、発表する。第6回配信において藤田茜の作画参加が決定した。
実際の作画参加の様子は、柏田マニフェストのコーナーで紹介された。
『〜あかねのエロマンガ♡クッキング（仮）〜』
第4回配信で、藤田茜と柏田真一郎が料理対決を行った。判者は伏見つかさ。
『〜私とあなたの清純派ヒロイン対決〜』
第5回配信より第11回まで、藤田茜とゲスト声優が対決を行った。判定は、三木と柏田、および視聴者アンケートによる。

#### 関連番組
この項目ではレギュラー放送の増刊号として配信された番組について記述する。
- TVアニメ「エロマンガ先生」実況特番

ニコニコ生放送で2回配信された、実況番組。アニメ映像や音声は配信されない。常にタイムシフト視聴可能。
「TVアニメ『エロマンガ先生』を和泉紗霧役の藤田茜さんと一緒に見よう！」というスタンスの番組となっている。
番組は「エロマンガ先生」の紹介や振り返りから始まり、実況の後は配信中に募集された、「エロマンガ先生」へのメッセージや、藤田茜に聞いてみたいことなどのメールが紹介される。
最終話実況では、和泉紗霧役の藤田茜が決めたキーワードをコメントした中の抽選で3名に、エロマンガ先生9巻と藤田茜のグラビアポラがプレゼントされた。
配信日
- 第1話：2017年4月9日(日)0時 - 1時51分
- 最終話：2017年6月25日(日)0時 - 1時43分

- アニメ「エロマンガ先生」藤田茜特番〜大空へ〜

2017年5月21日13時30分より富士山静岡空港の滑走路上からニコニコ生放送で配信された番組。番組の詳細情報は配信まで明かされなかった。なお生配信終了まで番組タイトルは『アニメ「エロマンガ先生」藤田茜特番（仮）』であった。
イー・フライトアカデミーとのオフィシャルパートナー企画で制作された、ラッピングされた小型機（パイパー社製通称マリブ）公開され、配信中のTwitterでは『藤田茜特番』が日本のトレンド入りをしていた。
- ニコニコアンケート1位記念TVアニメ「エロマンガ先生」特番＠屋形船

2017年8月18日19時より配信された番組。
ニコニコのアンケート『ユーザーが本気で選ぶ覇権アニメ 2017年春編』で総合1位を獲得したことを記念して屋形船からの配信であった。
前半は公式配信、後半はチャンネル配信。
- 『エロマンガ先生』特番 藤田茜サンタの史上最大のクリスマスプレゼントショー！

2017年12月22日に配信された番組。番組へのメールやコメント等を行った視聴者に、エロマンガ先生のグッズがプレゼントされた。
前半は公式配信、後半はチャンネル配信。
- 「エロマンガ先生」全12話＆関連特番約40時間一挙放送/2017アニメスペシャル

ニコニコ生放送の『2017アニメスペシャル』の中で、2018年1月1日0時30分より配信された番組。
エロマンガ先生アニメ全12話一挙放送の後に、「アニメ『エロマンガ先生』 最近（もっとも近い）のアニメをみんなで作ります」とその改題後、その関連番組を含むニコ生配信の番組の再放送が行われた。
- 藤田茜バースデー特番 presented by 伏見つかさチャンネル

2018年1月25日から26日にかけて配信された番組。1月26日の藤田茜の25歳の誕生日を祝うもの。
前半は公式配信、後半はチャンネル配信。
- 【祝1周年】アニメ『エロマンガ先生』誕生特番

2018年4月26日21時より配信された番組。アニメ一周年を記念したもので、アニメ第1話「妹と開かずの間」も番組内で配信された。
前半はアニメ配信のため公式配信、後半はチャンネル配信。
- OVA「エロマンガ先生」のあ〜んなことやこんな事、遂に今夜大発表！特番

2018年10月3日21時30分より配信された番組。
OVAの予約と発売開始日、予約特典、原作最新11巻の発売日が発表された。
- 「エロマンガ先生」全12話＆関連特番 約60時間一挙放送

2019年1月3日18時より配信された番組。
エロマンガ先生アニメ全12話一挙放送の後に、「アニメ『エロマンガ先生』 最近（もっとも近い）のアニメをみんなで作ります」とその改題後、その関連番組を含むニコ生配信の番組の再放送が行われた。
- 藤田茜特番　presented by 伏見つかさチャンネル

2019年1月25日23時より、26日にかけて配信された番組。藤田茜が26歳になる瞬間を見届ける内容。
2017年8月29日にニコニコ生放送で配信された「納涼肝試し！藤田茜&稲川英里〜深夜の廃校探索〜」の未公開映像も配信された。
前半は伏見つかさチャンネルによる公式配信、後半はチャンネル配信。

### みんなで見よう『エロマンガ先生』
公式チャンネル「伏見つかさチャンネル」が、ニコニコ生放送で配信する番組。会員のみ全編視聴可能。
配信日
- 4月号 2017年4月25日
- 5月号 2017年5月23日
- 6月号 2017年6月13日
- 最終回スペシャル 2017年6月28日

出演
レギュラー
- 木戸衣吹 - MC
- 藤田茜 - アシスタント/MC

ゲスト
- 4月号、最終回スペシャル：三木一馬 - ストレートエッジ
- 5月号、6月号：みやP - ストレートエッジ伏見つかさ担当
- 5月号：石川由依 - 高砂智恵 役
- 6月号：小松未可子 - 神楽坂あやめ 役

映像出演
- 中村悠一 - 声優
- 早見沙織 - 声優

### ネットサイン会
『『エロマンガ先生』新刊発売記念 伏見つかさ先生ネットサイン会【電撃文庫×読書メーター】』は、2017年6月17日にニコニコ生放送で配信された、電撃文庫と読書メーターの協力で行われたネットサイン会の番組。
エロマンガ先生第9巻に関して、読書メーターでレビューやコメントが放送で読まれた人や、BOOK☆WALKERで予約をした人（抽選）に同9巻の伏見つかさサイン本がプレゼントされた。
出演
- 伏見つかさ - 原作者
- 三木一馬 - 電撃文庫
- みやP - ストレートエッジ
- 伴龍一郎 - ドワンゴ

### OVAプレミアトークショー生中継
『「エロマンガ先生OVA」本編一部公開＆プレミアトークショー生中継』は、2019年1月13日18時5分よりニコニコ生放送で配信された番組。
番組の始めに、アニメ「エロマンガ先生OVA」の第1話および第2話の冒頭が公開され、その後、プレミア上映会のトークショーが中継された。
出演
- 藤田茜
- 松岡禎丞
- 高橋未奈美
- 大西沙織
- 木戸衣吹
- 石川由依

## イベント
エロマンガFes！
2017年11月12日に舞浜アンフィシアターにて、声優とアーティストが出演するイベントが開催。

エロマンガ先生 BD BOX発売記念！出張！エロマンガSENSATION！
2023年3月4日に浅草雷5656会館にて、『エロマンガ先生 Blu-ray Disc BOX』の発売を記念してWebラジオ『ラジオでエロマンガSENSATION！』のイベントが開催。昼夜2公演。声優が出演。ラジオの定番コーナーのほか、作品振り返りのコーナーや、終盤には『エロマンガ先生 Blu-ray Disc BOX』に収録されている短編小説『エロマンガ先生と二度目の海合宿』の生朗読が行われた。

## 企画

### オフィシャルパートナー企画
2016年12月28日より始まった、企業や個人がアニメ『エロマンガ先生』へ仕事の依頼をするもの。企画発表時、番組応援ポスター店内掲載する、或いはアニメ『エロマンガ先生』との公式Webバナー作成などに協力するなどと例示されていた。
金のエロマンガ先生
中外鉱業が完全受注生産した「純金製 和泉紗霧」。
2017年3月26日に開催されたAnimeJapan2017の『エロマンガ先生』放送直前スペシャルステージにおいて企画が発表された。
当初売れなかったらアニプレックスプロデューサーの柏田が私費で購入するとしていたが、後のニコ生番組で3件の注文があったことが伝えられた。
「CLIP STUDIO PAINT」とのコラボレーション
セルシスがこの企画によって、イラスト制作ソフト『CLIP STUDIO PAINT』の限定デザインのパッケージや、コラボグッズ・タブレットのプレゼントキャンペーンを実施した。
ラッピング飛行機
「イー・フライトアカデミー」との企画でパイパー社製PA-46型機を使用したラッピング飛行機が制作され左全面にラッピングされた。2017年5月21日に静岡空港でのニコニコ生放送で機体が初公開された後、翌日5月22日にキャラバンフライト運用となり、静岡空港、名古屋空港、八尾空港、神戸空港、松山空港、佐賀空港のルートで実施した。機体の右全面には同じ原作者の『俺の妹がこんなに可愛いわけがない』のラッピングも成された。また、佐賀空港では同年5月27日に機体の一般公開も実施され、同年5月28日には佐賀空港、熊本空港、宮崎空港、鹿児島空港、長崎空港、佐賀空港のルートでの九州キャラバンフライトを実施。同年6月2日から6月5日の3日間掛けて（6月3日には名古屋空港での一般公開によりフライトはしなかった。）、佐賀空港、北九州空港、名古屋空港、八尾空港、高松空港、岡南飛行場、山口宇部空港、佐賀空港と最終キャラバンフライトを実施した。

### 他作品とのコラボレーション
ウチの姫さまがいちばんカワイイ
サイバーエージェントのスマートフォンゲーム。『俺の妹がこんなに可愛いわけがない』と共にコラボガチャなどが行われ、AbemaTVの一挙放送では、同コラボの連動キャンペーンが行われた。
魔法科高校の劣等生 LOST ZERO
スクウェア・エニックスのスマートフォンゲーム。コラボ第1弾は2017年11月1日よりコラボガチャなどが行われた。第2弾は2018年5月1日より開始された。
CHUNITHM
SEGAのアーケートゲーム。最初のコラボは2018年3月8日に、そのリバイバルが2019年10月24日より開始された。
プレシャスメモリーズ
ムービック・エンスカイのトレーディングカードゲーム。2018年3月30日にスターターデッキとブースターパックが発売。
グリモア〜私立グリモワール魔法学園〜
アプリボットのスマートフォンゲーム。2018年11月23日よりコラボした。